# Snylthumlor
Snylthumlor (Psithyrus) är ett undersläkte av släktet humlor (Bombus). De kännetecknas framför allt av sitt parasitiska levnadssätt; de bildar inte några egna samhällen, utan tar över existerande humlesamhällen och tvingar dess arbetare att föda upp sin avkomma. De kallas även gökhumlor.
Inom insektsvärlden brukar denna typ av parasitism – där en hona tar över en annan social insekts bo och låter medlemmarna där (typiskt arbetarna i en social stekels bo) ta över vården av dess avkomma – kallas för social parasitism. Beteendet att en hona lägger sina ägg i en annan solitär arts bo, benämns vanligen boparasitism eller häckningsparasitism (engelska: brood parasitism). Beteckningarna är dock svävande och det förekommer att både "social parasitism" och "häckningsparasitism" används om båda typerna av parasitiskt beteende.

## Taxonomi
Humlor (Bombus) och Psithyrus sågs länge som två olika släkten. Flera forskare har emellertid visat att släktet Bombus är parafyletiskt, om inte arterna i vad som numera är undersläktet Psithyrus inkluderas. Sedan slutet av 1900-talet har detta senare synsätt blivit allmänt accepterat.
Dessutom har molekylärbiologiska metoder använts för att fastställa förhållandet till övriga humlor. Taxonomiskt står Psithyrus närmast undersläktet Thoracobombus, men de båda undersläktena skildes åt för redan omkring 20 miljoner år sedan. Intressant är att en av arterna i undersläktet Thoracobombus, Bombus inexspectatus, uppvisar samma parasitiska beteende som snylthumlorna.
Undersläktet omfattar 28 till 30 arter (artstatusen är något omstridd; se närmare i artlistan).

## Beskrivning
De ingående arterna är mycket variabla, och litet finns att nämna generellt om deras utseende. Dock har de vissa, gemensamma drag:
- Honorna saknar pollenkorgar på bakbenen. Eftersom insamlat pollen är avsett för larverna, och då dessa hos snylthumlorna föds upp av det övertagna samhällets arbetare, behövs inte pollenkorgarna.
- Honorna har däremot kraftigare käkar, kroppspansar och gadd. De har dessutom kraftigare gaddmuskulatur och större giftblåsa än andra humlehonor, allt anpassningar till deras mer våldsbetonade livsstil.[11]
- Hanarna är mycket mindre än honorna och har små huvuden. De har ofta nakna fläckar på bakkroppens rygg.[12]
- Snylthumlorna har i allmänhet glesare päls än sociala humlor, något som dessutom bidrar till att de är sämre pollinatörer.[5]

## Utbredning
Undersläktet har en vid utbredning som till stor del matchar de sociala humlorna, med undantag av att de förra saknas i Sydamerika och Sydasien. Snylthumlorna finns i Nordamerika, Europa, Asien utom de sydligaste delarna, och i Nordafrika.

## Ekologi
Snylthumlorna är obligata parasiter, vilket betyder att de inte har något annat sätt att föda upp sin avkomma på. Honornas avsaknad av pollenkorgar på bakbenen har redan nämnts; därför kan de inte samla in pollen till sin avkomma. Inte heller kan de producera tillräckligt med vax för att konstruera honungskrukor eller larvceller, så de är helt beroende av arbetarna i samhällena de tar över.
Fortplantningen skiljer sig inte mycket från den hos de sociala humlorna: De fullbildade djuren parar sig på sommaren, och endast honorna övervintrar. Den parade honan kommer dock upp ur sin övervintring senare än drottningarna hos den eller de arterna vars samhälle hon brukar parasitera. På så sätt har värdsamhället redan nått en viss storlek. För att övertagandet skall bli framgångsrikt är det viktigt att samhället har tillräckligt många arbetare för att effektivt kunna vårda snylthumlans avkomma, men inte så många att de kan göra ett effektivt motstånd och troligen döda intränglingen. Den första tiden tillbringar snylthumlehonan emellertid med att äta sig stark på nektar och pollen så att hennes äggstockar utvecklas.
När honan tar över värdsamhället kan hon antingen angripa samhället våldsamt, döda drottningen, förstöra ägg och ofta även larver och vaxceller, samt undertrycka arbetarna både med våld och feromoner. Vanligare är dock att hon väljer en något fridsammare strategi och först gömmer sig i boet så hon får den rätta doften. I sådana fall kan hon dessutom nöja sig med att underkuva (eller köra bort) drottningen men låta henne leva vidare, och inskränka sig till att förstöra drottningens fortsatta ägg. Det är dock vanligt även i dessa fall att värddrottningen dödas.

### Social parasitism hos andra humlor
Tillfälliga fall av social parasitism bland humlor som vanligen själva föder upp sin avkomma (så kallad fakultativ parasitism) är inte ovanliga. Detta sker både i form av drottningkonflikter inom samma art, och tillfällen där normalt sociala drottningar tar över ett bo av en annan humleart.
Mera ovanligt är att arter som inte tillhör undersläktet snylthumlor är obligata parasiter, det vill säga att de alltid låter arbetarna i andra humlearters bon ta hand om deras avkomma. Det är hos endast tre arter som det beteendet har påträffats: tundrahumla och Bombus natvigi, som båda tillhör undersläktet Alpinobombus, samt Bombus inexspectatus som tillhör undersläktet Thoracobombus. Av dessa kan de två första producera arbetare, men det sker mycket sällsynt, och honorna hos dessa två arter har pollenkorgar; de skulle alltså kunna samla pollen. Några egna bon av dessa arter har emellertid aldrig påträffats. Bombus inexspectatus saknar däremot både pollenkorgar och arbetare, och är alltså helt hänvisad till ett parasitiskt levnadssätt.

## Artlista
Detta är en lista över alla 28 till 30 arterna enligt Lhomme. Undantagen är de omstridda arterna Bombus maxillosus, som av många forskare ses som en synonym till trädgårdssnylthumla, och Bombus perezi, som vissa forskare ser som en lokal, korsikansk form av sydsnylthumla (Bombus vestalis).
- Bombus ashtoni
- Trädgårdssnylthumla (Bombus barbutellus)
- Bombus bellardii
- Jordsnylthumla (Bombus bohemicus)
- Bombus branickii
- Åkersnylthumla (Bombus campestris)
- Bombus chinensis
- Bombus citrinus
- Bombus coreanus
- Bombus cornutus
- Bombus expolitus
- Bombus ferganicus
- Bombus fernaldae
- Lappsnylthumla (Bombus flavidus)
- Bombus insularis
- Bombus maxillosus
- Bombus monozonus
- Bombus morawitzianus
- Hussnylthumla (Bombus norvegicus)
- Bombus novus
- Bombus perezi
- Broksnylthumla (Bombus quadricolor)
- Stensnylthumla (Bombus rupestris)
- Bombus skorikovi
- Bombus suckleyi
- Ängssnylthumla (Bombus sylvestris)
- Bombus tibetanus
- Bombus turneri
- Bombus variabilis
- Sydsnylthumla (Bombus vestalis)

### Arter i Sverige och Finland
Av ovanstående arter finns nedanstående både i Sverige och Finland:
- Trädgårdssnylthumla (Finland gårdssnylthumla) (Bombus barbutellus)
- Jordsnylthumla (Bombus bohemicus)
- Åkersnylthumla (Bombus campestris)
- Lappsnylthumla (Bombus flavidus)
- Hussnylthumla (Bombus norvegicus)
- Broksnylthumla (Bombus quadricolor)
- Stensnylthumla (Bombus rupestris)
- Ängssnylthumla (Bombus sylvestris)

I Sverige finns dessutom Sydsnylthumla (Bombus vestalis).

## Bilder

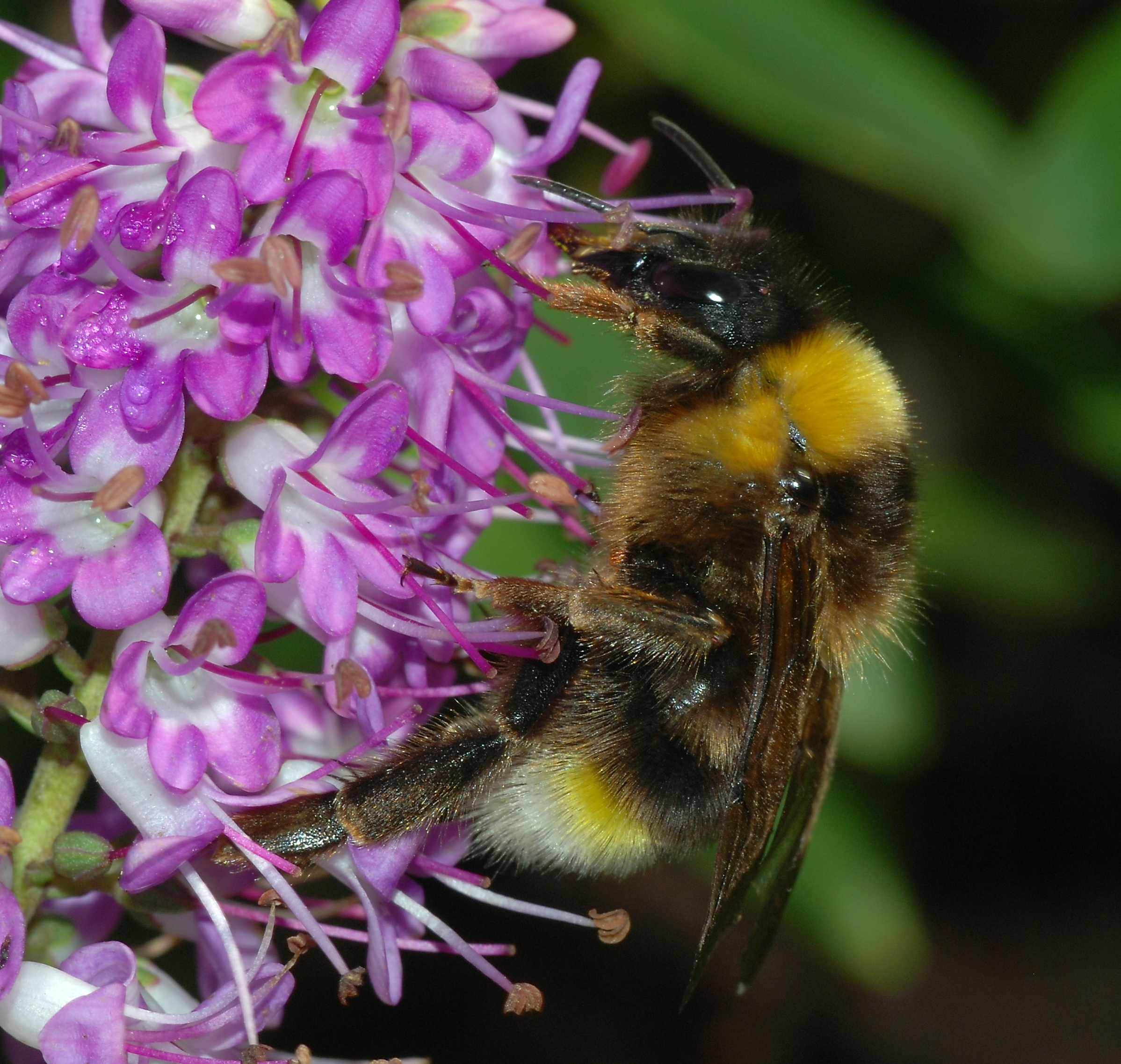
Sydsnylthumla (Bombus vestalis).
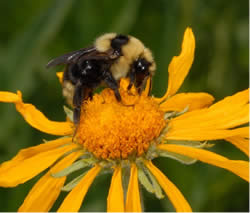
Bombus insularis, nordamerikansk art på gullstake (Hymenoxys hoopesii).
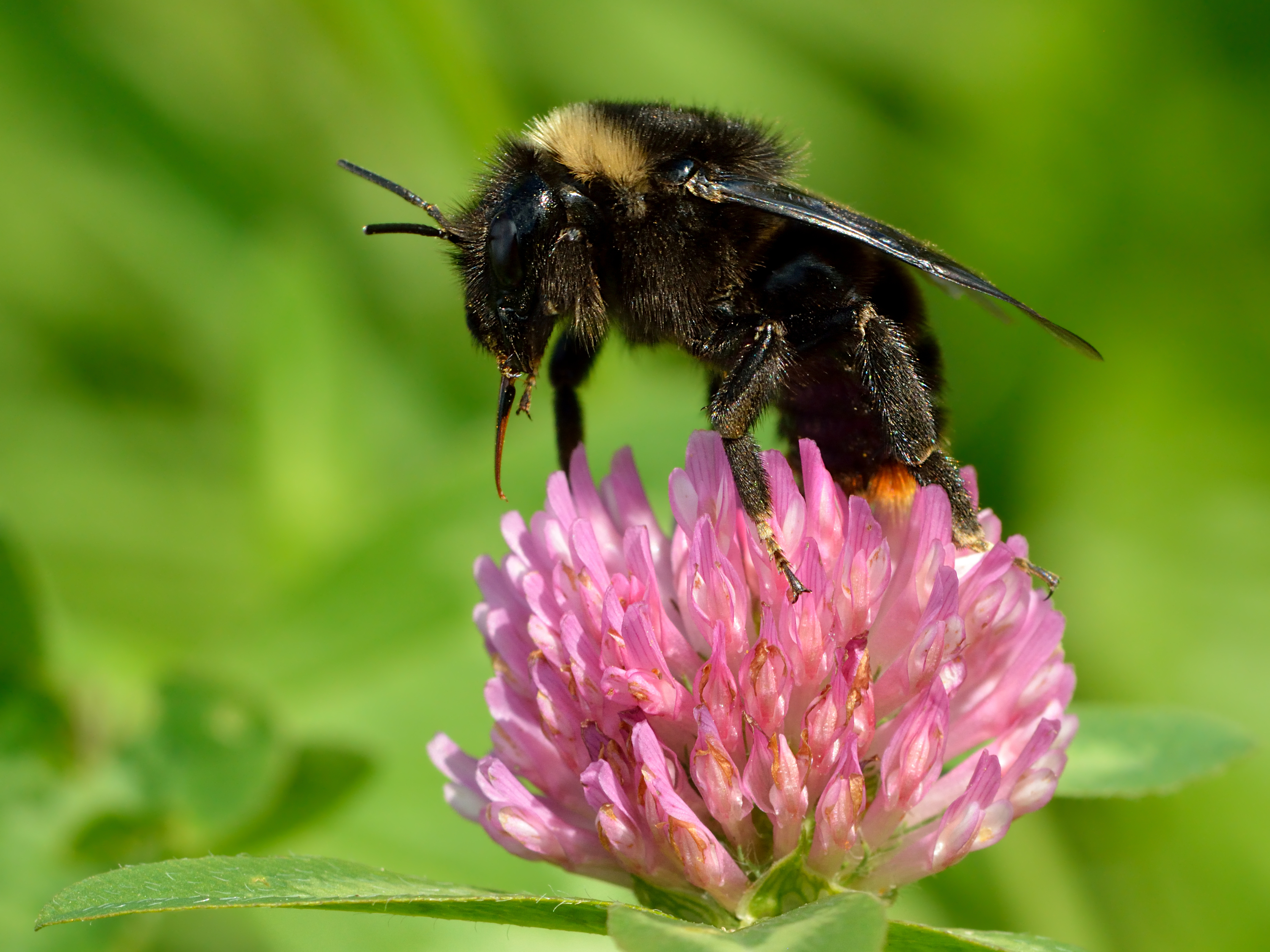
Stensnylthumla (Bombus rupestris) på rödklöver.
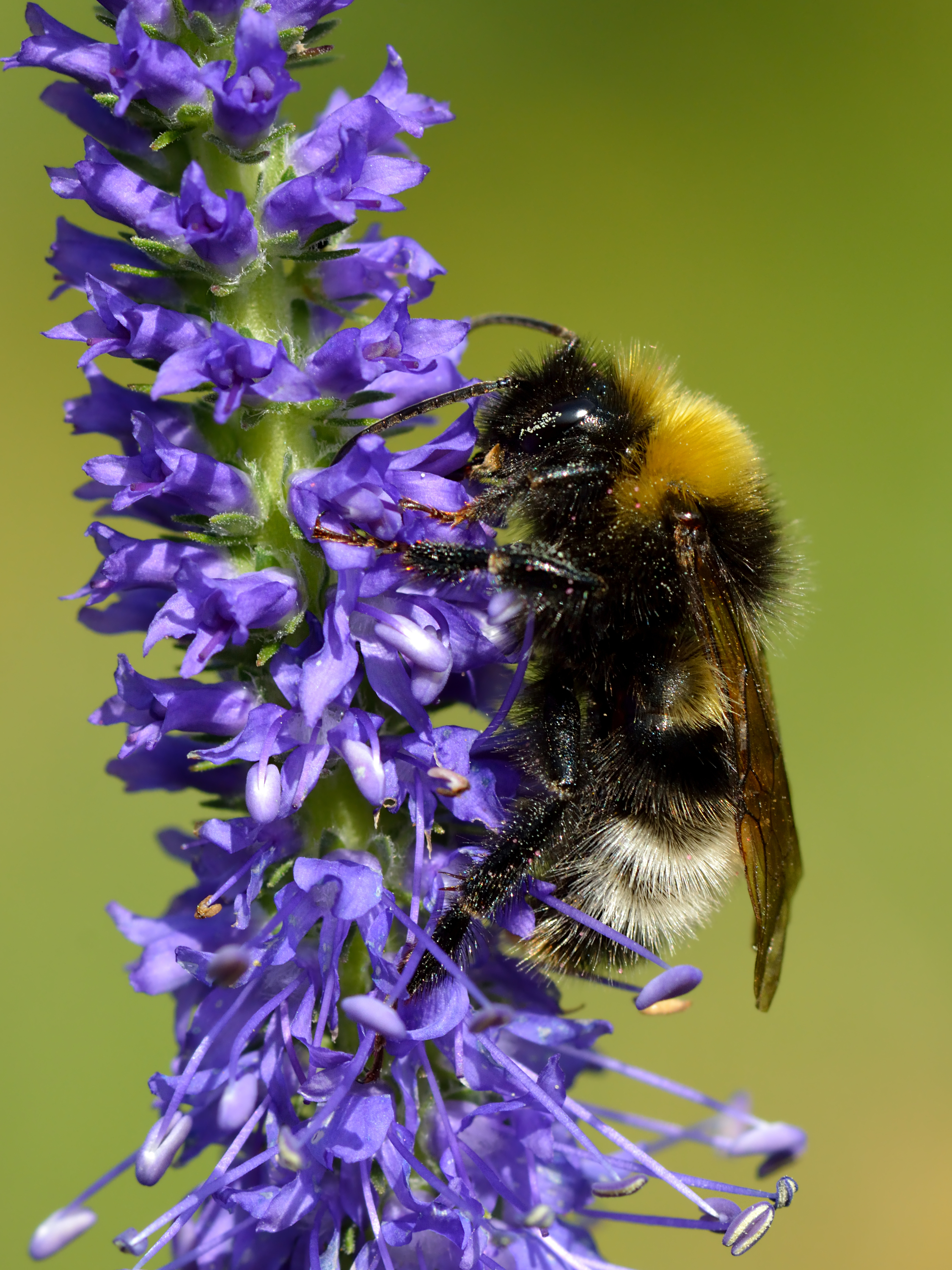
Hussnylthumla (Bombus norvegicus) på axveronika.
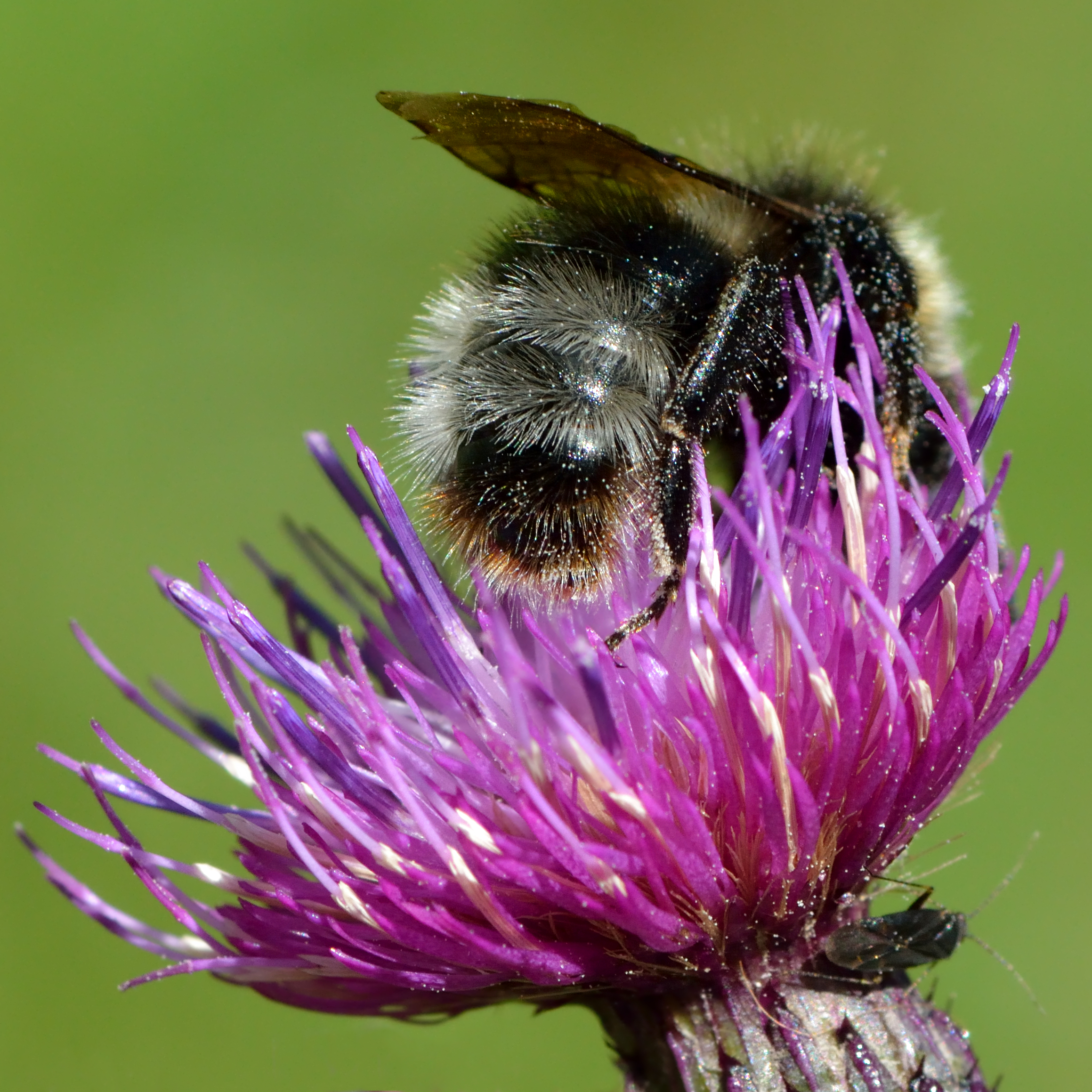
Ängssnylthumla (Bombus sylvestris), hane, på kärrtistel.
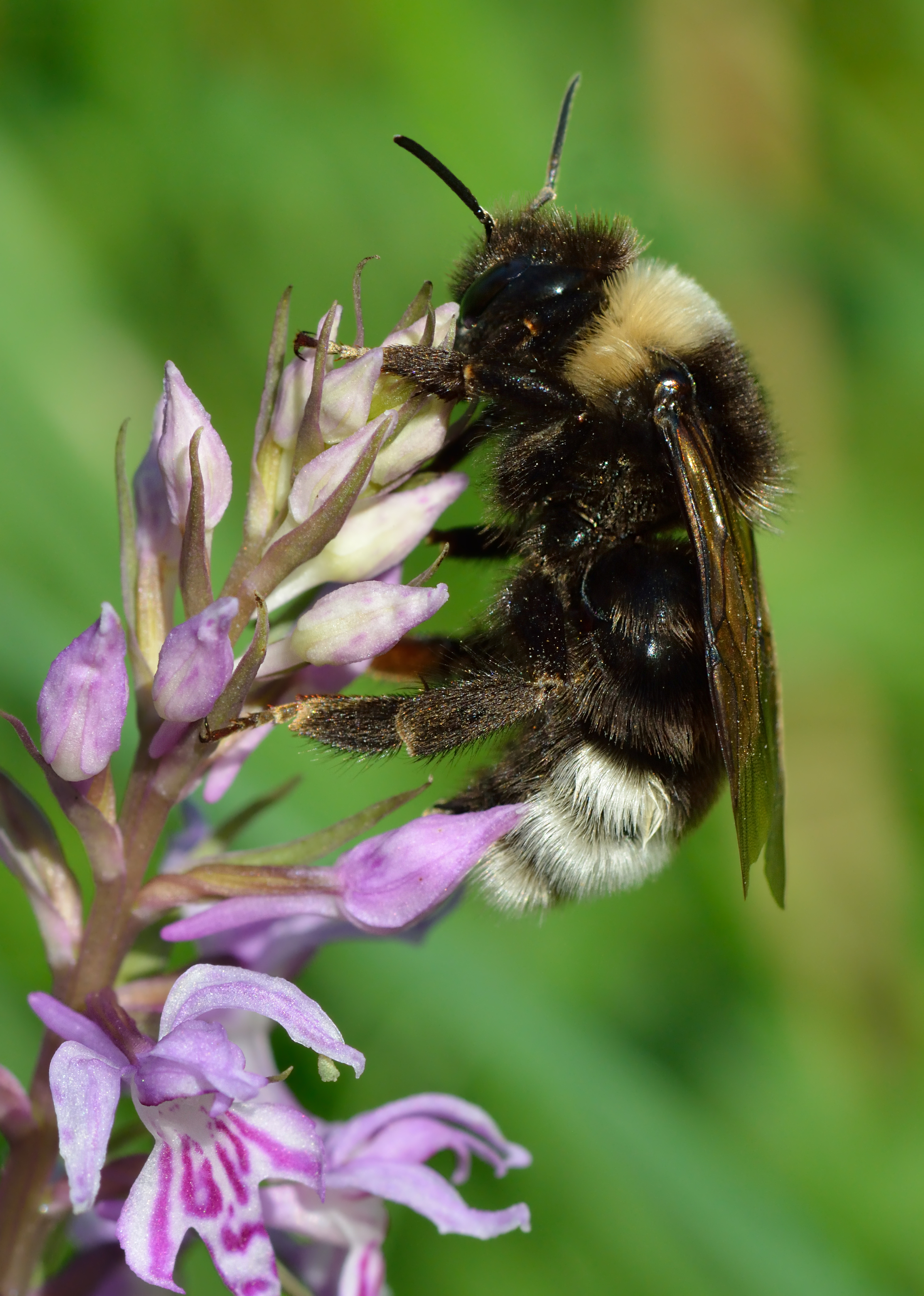
Jordsnylthumla (Bombus bohemicus) på skogsnycklar.